# Antiochos I. Sótér
Antiochos I. Sótér (řecky: Ἀντίοχος Α΄ ὁ Σωτήρ; česky Spasitel; 324 (?) – 261 př. n. l.) byl králem seleukovské říše. Vládl v letech 281–261 př. n. l.
Antiochos byl napůl Peršan, jeho matka Apama byla jednou z východních princezen, které Alexandr Veliký dal za manželky svým generálům roku 324 BC. V roce 294 př. n. l., před smrtí svého otce Seleuka I., se Antiochos oženil se svou nevlastní matkou Stratoniké, dcerou Démétria Poliorkéta. Jeho vlastní otec údajně tento sňatek inicioval poté, co zjistil, že jeho syn umírá na zlomené srdce pro nenaplněnou lásku ke své maceše. Stratoniké porodila Antiochovi pět dětí. Byli to Seleukos (byl popraven za vzpouru), Laodiké, Apama II., Stratoniké Makedonská a Antiochos II. Theós, který následoval svého otce jako král.
Poté, co byl Antiochův otec Seleukos roku 281 př. n. l. zavražděn, nelehký úkol držet pohromadě říši byl zcela v jeho rukou. Vzpoura v Sýrii vypukla téměř okamžitě. Antiochos byl brzy nucen uzavřít mír s otcovým vrahem Ptolemaiem Keraunem, kterému zřejmě postoupil Makedonii a Thrákii. Nebyl schopen přemoci bithýnské povstalce v Anatolii (dnešní severní Turecko) ani perské dynastie, které vládly v Kappadokii.
V roce 278 př. n. l. vpadli do Anatolie Galové. Říká se, že vítězství, kterého Antiochos dosáhl nad těmito Galy pomocí indických válečných slonů (275 př. n. l.), dalo vznik jeho přízvisku Sotér.
Na konci roku 275 před naším letopočtem otázka Sýrie, která byla otevřena mezi rody Seleukovců a Ptolemaiovců od rozdělení z roku 301 př. n. l., vedla k první syrské válce. Sýrie zůstala v rukou Ptolemaiovců, ale Seleukovci se nevzdali svého nároku na toto území. Válka nezměnila výrazně hranice těchto dvou království, i když příhraniční města jako Damašek a pobřežní okresy v Malé Asii změnily držitele.
Dne 27. března 268 př. n. l. Antiochos I. položil základy pro chrám Ezida v Borsippě. Jeho nejstarší syn Seleukos vládl na východě jako místokrál od 275 př. n. l. do 268 př. n. l. Toho roku ho totiž dal Antiochos I. usmrtit po jeho pokusu o povstání. Roku 262 př. n. l. se Antiochos pokusil zlomit rostoucí sílu Pergamu, ale utrpěl porážku u Sard a brzy nato zemřel. Vlády se po něm v roce 261 př. n. l. ujal jeho druhý syn Antiochos II. Theós.